# 愛知県道57号瀬戸大府東海線
愛知県道57号瀬戸大府東海線（あいちけんどう57ごう せとおおぶとうかいせん）は、愛知県瀬戸市から日進市・豊明市・大府市などを経由して、東海市に至る県道（主要地方道）である。

## 概要
名古屋市郊外の東部から南部にかけて隣接する市町を半環状に結んでおり、それら自治体の役所・役場が当路線沿いまたは至近に所在する。近年になり、大府市以北でバイパスの建設や4車線化が進んでいる。昔は現在と少しルートが異なり、愛知県道瀬戸大府線と呼ばれていた（1958年路線名制定）。起点、終点とも名古屋都市圏第3の環状道路である国道155号と交差しているが、この道路はその内側を走る。
当路線の沿線には愛知警察署があるためにパトカーが多く走っているのに加えて、信号機のプログラムも制限速度を大幅に上回って走らないと赤信号で停められるように設定されているため、走行には注意を要する。

### 路線データ
- 起点：愛知県瀬戸市西本町（西本町交差点：国道155号交点）
- 終点：愛知県東海市横須賀町（横須賀町交差点：国道155号、国道247号交点）

## 歴史
- 1956年（昭和31年）4月14日 認定

## 路線状況

### 重複区間
- 愛知県道215号田籾名古屋線（熊張真行田交差点 - 長久手市役所前交差点で重複）
- 愛知県道75号春日井長久手線（早稲田交差点 - 長久手市役所前交差点で重複）
- 愛知県道60号名古屋長久手線（御富士線：御富士交差点 - 長湫中池交差点(60号終点)で重複）
- 国道155号（惣作交差点 - 終点で重複）
- 国道366号（惣作交差点 - 折戸交差点で重複）
- 愛知県道50号名古屋碧南線（若草町3丁目交差点 - 中央町7丁目交差点で重複）
- 国道155号（常滑街道）、国道247号（常滑街道）（高横須賀町交差点 - 横須賀町交差点間で重複）

### 道路施設

#### 道の駅
- マチテラス日進（日進市）

## 地理

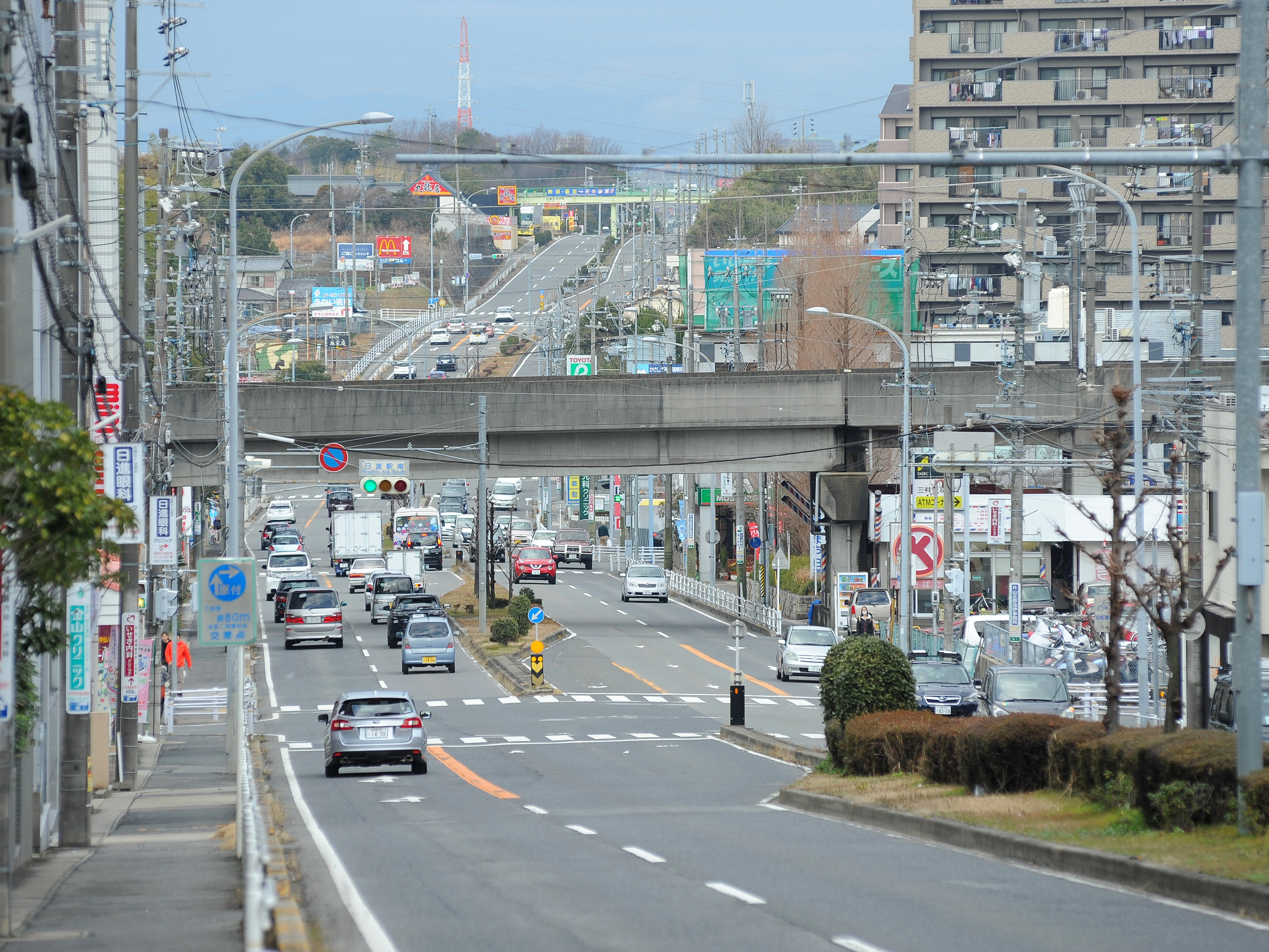
日進駅付近（日進市栄）

### 通過する自治体
- 愛知県
  - 瀬戸市 - 長久手市 - 日進市 - 愛知郡東郷町 - 豊明市 - 大府市 - 東海市

### 交差する道路
- 国道155号・国道363号（西本町交差点）
- 愛知県道209号愛・地球博記念公園瀬戸線（幡野町北交差点）
- 愛知県道22号瀬戸環状線（菱野町交差点）
- 愛知県道215号田籾名古屋線（熊張真行田交差点 - 長久手市役所前交差点で重複）
- 愛知県道75号春日井長久手線（早稲田交差点 - 長久手市役所前交差点で重複）
- 愛知県道60号名古屋長久手線（御富士線：御富士交差点 - 長湫中池交差点(60号終点)で重複）
- 愛知県道233号岩作諸輪線（別ルート起点：長湫中池交差点）
- 愛知県道6号力石名古屋線（グリーンロード）（横道交差点）
- 愛知県道217号岩藤名古屋線（高針街道）（弁天池南交差点、岩崎交差点）
- 愛知県道58号名古屋豊田線（飯田街道）（浅間下交差点）
- 国道153号（豊田西バイパス）（知々釜北交差点、知々釜南交差点：跨道橋で153号線の上を通過）
- 愛知県道218号和合豊田線（和合前田交差点）
- 愛知県道36号諸輪名古屋線（深池北交差点）
- 旧・愛知県道36号諸輪名古屋線（深池交差点）
- 愛知県道56号名古屋岡崎線（平針街道）（清水ヶ根交差点、新道：明和交差点）
- 愛知県道220号阿野名古屋線（中央公園前交差点、新道：明和交差点-56号と重複）
- 愛知県道236号春木沓掛線（西田交差点）
- 愛知県道237号新田名古屋線・愛知県道239号岡崎豊明線（丸ノ内交差点）
- 国道1号（池下交差点：跨道橋で1号線の上を通過、瀬戸方面のみ接続）
- 国道23号（名四国道）（豊明インター北、豊明インター南交差点：23号・伊勢湾岸道が上を通過）
- 伊勢湾岸自動車道（豊明IC：伊勢湾岸道は豊田方面のみ接続）
- 愛知県道244号泉田共和線（北崎交差点）
- 国道155号（惣作交差点 - 終点で重複）
- 国道366号（惣作交差点 - 折戸交差点で重複）
- 愛知県道246号刈谷大府線（若草町3丁目交差点）
- 愛知県道50号名古屋碧南線（若草町3丁目交差点 - 中央町7丁目交差点で重複）
- 愛知県道252号大府常滑線（大府森岡交差点）
- 愛知県道23号東浦名古屋線（半月町1丁目東交差点、宮内町3丁目交差点）
- 知多半島道路（大府東海IC）
- 愛知県道55号名古屋半田線（半田街道）（白拍子橋東交差点、内堀南交差点）
- 国道155号（常滑街道）、国道247号（常滑街道）（高横須賀町交差点 - 横須賀町交差点間で重複）

### 沿線
史跡
- 色金山歴史公園
- 長久手古戦場
- 岩崎城跡
- 阿野一里塚

大学
- 愛知学院大学
- 名古屋外国語大学
- 名古屋学芸大学
- 人間環境大学

役所
- 長久手市役所
- 日進市役所
- 東郷町役場
- 豊明市役所

警察署
- 瀬戸警察署
- 愛知警察署
- 東海警察署

消防署
- 尾三消防組合日進消防署
- 尾三消防組合豊明消防署
- 大府市消防本部大府消防署
- 東海市消防本部東海市消防署

鉄道駅
- 名鉄瀬戸線 尾張瀬戸駅
- 愛知環状鉄道・愛知環状鉄道線 瀬戸口駅
- 愛知高速交通東部丘陵線（リニモ） 長久手古戦場駅
- 名鉄豊田線 日進駅
- JR東海東海道本線・武豊線 大府駅
- 名鉄河和線 高横須賀駅
- 名鉄常滑線 尾張横須賀駅

その他
- 瀬戸市文化センター
- 瀬戸市美術館
- 長久手温泉ござらっせ
- 名鉄バス名古屋営業所
- イオンモール長久手
- 豊田中央研究所
- 日進竹の山ショッピングセンター
- 日進市立図書館
- フィール日進店
- ららぽーと愛知東郷
- MEGAドン・キホーテUNY豊明店
- フジパン豊明工場
- 中京テレビハウジング大府
- 大府市民体育館
- あいち健康の森公園
- ヤマナカ高横須賀店